# نبرد معبد تننو
نبرد تننوجی (به ژاپنی: 天王寺 Tennōji) یک نبرد در سال ۱۶۱۵ میلادی بین نیروهای توکوگاوا ایه‌یاسو و نیروهای وفادار به تویوتومی هیده‌یوری بود. این نبرد بخشی از محاصره اوساکا بود و تویوتومی هیده‌یوری یک ضد حمله را بر ضد ارتش توکوگاوا و محاصره را برنامه‌ریزی کرده بود. هر دو طرف با اشتباهاتی مواجه شدند تا اینکه جناح هیده‌یوری در نهایت سقوط کرد. هیده‌یوری احتمالاً در پایان این نبرد خودکشی کرده است. تلفات ارتش تویوتومی تقریباً ۵۰٪ بود و بیش از ۱۵۰۰۰ نفر از ارتش وی جان خود را در این نبرد از دست دادند. این نبرد همچنین نبرد نهایی سانادا یوکیمورا بود.

## نبرد
آخرین مقاومت قلعه اوساکا در «تننوجی»، خارج از قلعه بود. تویوتومی هیده‌یوری، پسر تویوتومی هیده‌یوشی افسانه‌ای، نقشه‌ای کشید تا تلاش کند تا جریان محاصره را تغییر دهد. شورای جنگی در ۲ ژوئن ۱۶۱۵ تشکیل شد و برنامه مشخص شد که سانادا یوکیمورا، اونو هاروناگا و فرماندهان دیگر حمله ای را برای عقب نگه داشتن جبهه توکوگاوا آغاز می‌کردند، در حالی که آکاشی تاکه‌نوری برای حمله اطراف را از دشمن پاکسازی می‌کرد تا بتواند از عقب به آنها حمله کند. در بحبوحه حمله از عقب، هیده‌یوری از پادگان خارج می‌شد و حمله را تحت پرچم هیده‌یوشی رهبری می‌کرد.
اما لشکر توکوگاوا توسط خود ایه‌یاسو رهبری می‌شد و حتی با وجود اینکه ایه‌یاسو بر اثر اصابت نیزه مجروح شد، سانادا یوکیمورا در عملیات کشته شد و توسط سامورایی به نام نیشیئو مونه‌تسوگو پس از نشستن روی چهارپایه برای استراحت، سر بریده شد؛ بنابراین حمله سانادا نیز شکست خورد. این شکست هیده‌یوری را برای دفاع از قلعه تنها باقی گذاشت. ایه‌یاسو ای نائوتاکا را ترک کرد تا مراقب خانواده تویوتومی باشد و قلعه را ایمن کند. نائوتاکا با توپ‌های در دسترس شروع به شلیک قلعه کرد و قلعه به زودی آتش گرفت. هیده‌یوری و مادرش یودو دونو هاراکیری انجام دادند. پسر هشت ساله هیده‌یوری، آخرین تویوتومی، همراه با چوسوکابه موریچیکا، همراه با تعداد زیادی رونین سر بریده شد که گفته می‌شود سرهایشان از کیوتو تا فوشیمی، کیوتو به نمایش گذاشته شده بود.
در همین حال، خاندان ای واحد نینجای خود را به رهبری میئورا یوئمون، شیموتانی سانزو، اوکودا کاسائمون و ساگا کیتایمون فرستاده بود تا همراه با سربازان معمولی توکوگاوا در دروازه جنوبی قلعه به جنگ بپردازند.
جدای از درگیری‌های جزئی، نبرد تننوجی آخرین نبرد بین دو ارتش بزرگ سامورایی بود که تا به حال با هم درگیر شدند.